# Larutia miodactyla
Larutia miodactyla är en ödleart som beskrevs av  George Albert Boulenger 1903. Larutia miodactyla ingår i släktet Larutia och familjen skinkar. IUCN kategoriserar arten globalt som livskraftig. Inga underarter finns listade i Catalogue of Life.